# بوريس غاليركين
بوريس جريجوريفيتش غاليركين (بالروسية: Бори́с Григо́рьевич Галёркин؛ 4 مارس 1871-12 يوليو 1945)، كان عالم رياضيات ومهندسًا سوفيتيًا.